# Чибитское сельское поселение
Чибитское се́льское поселе́ние — муниципальное образование в Улаганском районе Республики Алтай Российской Федерации.
Административный центр — село Чибит.

## История
Статус и границы сельского поселения установлены Законом Республики Алтай от 13 января 2005 года № 10-РЗ «Об образовании муниципальных образований, наделении соответствующим статусом и установлении их границ».

## Население
| 2010 | 2011 | 2012 | 2013 | 2014 | 2015 | 2016 | 2017 | 2018 |
| ---- | ---- | ---- | ---- | ---- | ---- | ---- | ---- | ---- |
| 651  | ↗652 | ↗655 | ↗674 | ↘658 | ↘639 | ↘622 | ↗634 | ↘605 |
| 2019 | 2020 | 2021 |      |      |      |      |      |      |
| ↗614 | ↗618 | ↘526 |      |      |      |      |      |      |

## Состав сельского поселения
| № | Населённый пункт | Тип населённого пункта       | Население |
| - | ---------------- | ---------------------------- | --------- |
| 1 | Чибит            | село, административный центр | ↘526      |